# Emigrantes... e Depois?
Emigrantes... e Depois? é um documentário português, realizado por António Pedro Vasconcelos, do ano 1976.
É um documentário que testemunha a grande deslocação das equipas de cinema das cidades para os campos, atraídas pelos milhares de emigrantes que regressam à sua terra. Este filme tenta seguir, no Verão de 1975, na zona da Guarda, algumas famílias de emigrantes e fixar os dias de cerimónias religiosas (casamentos, procissões) e festividades tradicionais (como as touradas da raia).